# Litoria scabra
Espèce
Statut de conservation UICN

 DD  : Données insuffisantes
Litoria scabra est une espèce d'amphibiens de la famille des Pelodryadidae.

## Répartition
Cette espèce est endémique de Nouvelle-Guinée occidentale en Indonésie. Elle se rencontre à 1 070 m d'altitude dans le bassin supérieur du fleuve Wapoga dans la province de Papouasie,.

## Publication originale
- Günther & Richards, 2005 : Three new mountain stream dwelling Litoria (Amphibia: Anura: Hylidae) from western New Guinea. Russian Journal of Herpetology, vol. 12, no 3, p. 195-212.